# 5679 Akkado
5679 Akkado (1989 VR) là một tiểu hành tinh vành đai chính được phát hiện ngày 2 tháng 11 năm 1989 bởi Endate và Watanabe ở Kitami.